# Sami Jo Small
Sami Jo Small, född den 25 mars 1976 i Winnipeg i Kanada, är en kanadensisk ishockeyspelare.
Hon tog OS-guld i damernas ishockeyturnering i samband med de olympiska ishockeytävlingarna 2002 i Salt Lake City.